# The Cambridge Singers
The Cambridge Singers is een Engels gemengd kamerkoor opgericht in 1981 door John Rutter. Zij brengen muziek uit onder Rutters eigen label Collegium Records.

## Geschiedenis
De The Cambridge Singers werden in 1981 opgericht door Rutter uit oud-zangers van het Choir of Clare College waar hij dirigent was van 1975 tot 1979. Het kamerkoor nam zijn eerste cd Gloria: The Sacred Music Of John Rutter op in 1983. Een jaar later richtte hij ook zijn eigen label op na problemen met de uitgevers van Gloria. Het kamerkoor werd daarna uitsluitend gebruikt voor het opnemen van klassieke muziek. Er werd vaak samengewerkt met het City of London Sinfonia en later Royal Philharmonic Orchestra.

## Discografie
| Jaar | Titel                                                                              | Label                       | Extra                                                                                           |
| ---- | ---------------------------------------------------------------------------------- | --------------------------- | ----------------------------------------------------------------------------------------------- |
| 1982 | The Music Of Christmas                                                             | Word Records                |                                                                                                 |
| 1982 | The Treasures Of Christmas (An Exclusive Guideposts Recording)                     | Guideposts                  |                                                                                                 |
| 1983 | Gloria: The Sacred Music Of John Rutter                                            | ?                           | samen met Philip Jones Brass Ensemble en City of London Sinfonia                                |
| 1983 | The Heritage Of English Church Music, Volume 1                                     | Word Records                |                                                                                                 |
| 1984 | Olde English Madrigals And Folk Songs At Ely Cathedral                             | American Gramaphone Records |                                                                                                 |
| 1984 | Gabriel Fauré – Requiem And Cantique De Jean Racine                                | Conifer Records             | samen met City of London Sinfonia, Caroline Ashton, Stephen Varcoe, John Scott, Simon Standage  |
| 1985 | Hurry to Bethlehem: The Christmas Music of John Rutter                             | Collegium Records           | samen met City of London Sinfonia en Brian Kay                                                  |
| 1985 | The Heritage Of English Church Music, Volume II                                    | Word Records                |                                                                                                 |
| 1986 | There Is Sweet Music: English choral songs, 1890-1950                              | Collegium Records           |                                                                                                 |
| 1987 | Christmas Night: Carols of the Nativity                                            | Collegium Records           | samen met City of London Sinfonia                                                               |
| 1987 | Flora gave me fairest flowers: Elizabethan madrigals                               | Collegium Records           |                                                                                                 |
| 1988 | Faire is the Heaven: Music of the English Church                                   | Collegium Records           |                                                                                                 |
| 1988 | Poulenc Sacred Music                                                               | Collegium Records           | samen met City of London Sinfonia en Donna Deam                                                 |
| 1988 | Treasures of English Church Music: 46 Anthems and Motets                           | Collegium Records           |                                                                                                 |
| 1988 | Brother Sun, Sister Moon                                                           | American Gramaphone Records |                                                                                                 |
| 1988 | Fauré: Requiem (1893 Version) And Other Choral Music                               | Collegium Records           | samen met City of London Sinfonia                                                               |
| 1989 | Ave Verum Corpus: Motets and anthems of William Byrd                               | Collegium Records           |                                                                                                 |
| 1989 | Christmas with the Cambridge Singers                                               | Collegium Records           | samen met City of London Sinfonia                                                               |
| 1990 | Te Deum And Other Church Music                                                     | Collegium Records           | samen met City of London Sinfonia                                                               |
| 1991 | Magnificat / The Falcon / Two Festival Anthems                                     | Collegium Records           | samen met City of London Sinfonia, Patricia Forbes, St Paul's Choristers                        |
| 1991 | Hail! Gladdening Light: Music of the Elglish Church                                | Collegium Records           |                                                                                                 |
| 1991 | Three Musical Fables                                                               | Collegium Records           | samen met City of London Sinfonia, The King's Singers, Richard Hickox, Brian Kay, Richard Baker |
| 1992 | Fancies: Five Childhood Lyrics, When Icicles Hang, Suite Antique, Fancies          | Collegium Records           | samen met City of London Sinfonia                                                               |
| 1992 | I Will Lift Up Mine Eyes (Sacred Music By Stanford And Howells)                    | Collegium Records           | samen met Wayne Marshall                                                                        |
| 1992 | Ave Gracia Plena - Music In Honor Of The Virgin Mary                               | Collegium Records           | samen met City of London Sinfonia en Stephen Varcoe                                             |
| 1993 | Christmas Day In The Morning                                                       | Collegium Records           |                                                                                                 |
| 1993 | The Lark In The Clear Air (Traditional Songs)                                      | Collegium Records           | samen met City of London Sinfonia                                                               |
| 1993 | A Cappella                                                                         | Collegium Records           |                                                                                                 |
| 1993 | The Cambridge Singers Collection                                                   | Collegium Records           | samen met City of London Sinfonia                                                               |
| 1994 | The Song Of Songs: Motecto ex Cantico Canticorum                                   | Collegium Records           |                                                                                                 |
| 1994 | A Banquet Of Voices: Music for multiple choirs                                     | Collegium Records           |                                                                                                 |
| 1995 | A Midnight Clear                                                                   | Brentwood Communications    |                                                                                                 |
| 1995 | Images of Christ                                                                   | Collegium Records           |                                                                                                 |
| 1996 | Stillness and Sweet Harmony                                                        | Collegium Records           | samen met City of London Sinfonia                                                               |
| 1997 | Christmas Star (Carols For The Christmas Season)                                   | Collegium Records           |                                                                                                 |
| 2000 | The Cambridge Singers Christmas Companion                                          | Collegium Records           | samen met City of London Sinfonia                                                               |
| 2000 | Sing, Ye Heavens (Hymns For All Time)                                              | Collegium Records           | samen met City of London Sinfonia, John Scott, Thelma Owen                                      |
| 2001 | Feel The Spirit And Birthday Madrigals - Songs And Sonnets                         | Collegium Records           | samen met Malcolm Creese, Melanie Marshall, BBC Concert Orchestra en Wayne Marshall             |
| 2002 | A Cappella                                                                         | Collegium Records           |                                                                                                 |
| 2003 | The Cambridge Singers Christmas Album                                              | Collegium Records           | samen met City of London Sinfonia                                                               |
| 2003 | Flora Gave Me Fairest Flowers: Elizabethan Madrigals                               | Collegium Records           |                                                                                                 |
| 2003 | Mass of the Children                                                               | Collegium Records           | samen met Cantate Youth Choir, City of London Sinfonia, Joanne Lunn en Roderick Williams        |
| 2004 | Be thou my Vision                                                                  | Collegium Records           | samen met City of London Sinfonia                                                               |
| 2005 | The Sprig of Thyme                                                                 | Collegium Records           | samen met City of London Sinfonia                                                               |
| 2005 | The Choral Collection                                                              | UCJ                         |                                                                                                 |
| 2005 | Sea Change (The Choral Music Of Richard Rodney Bennett)                            | Collegium Records           |                                                                                                 |
| 2005 | Fancies: Five Childhood Lyrics, When Icicles Hang, Suite Antique, Fancies          | Collegium Records           |                                                                                                 |
| 2006 | Lighten Our Darkness (Music For The Close Of Day Including The Office Of Compline) | Collegium Records           | samen met Royal Philharmonic Orchestra                                                          |
| 2007 | Handel: Messiah                                                                    | Collegium Records           | samen met Royal Philharmonic Orchestra                                                          |
| 2008 | A Christmas Festival                                                               | Collegium Records           | samen met Royal Philharmonic Orchestra, Farnham Youth Choir                                     |
| 2009 | The Sacred Flame: European Sacred Music Of The Renaissance And Baroque Era         | Collegium Records           | samen met La Nuova Musica                                                                       |
| 2010 | A Song in Season                                                                   | Collegium Records           | samen met Royal Philharmonic Orchestra                                                          |
| 2011 | The Very Best Of John Rutter                                                       | Collegium Records           | samen met City of London Sinfonia                                                               |
| 2012 | This is the Day                                                                    | Decca Records               | samen met Aurora Orchestra                                                                      |
| 2012 | This Is The Day - Music On Royal Occasions                                         | Collegium Records           |                                                                                                 |
| 2013 | O Praise the Lord of Heaven                                                        | Collegium Records           |                                                                                                 |
| 2014 | A Double Celebration                                                               | Collegium Records           | samen met City of London Sinfonia                                                               |
| 2015 | The Gift Of Life (And Seven Sacred Pieces)                                         | Collegium Records           | samen met Royal Philharmonic Orchestra                                                          |
| 2016 | Visions and Requiem                                                                | Collegium Records           | samen met Choristers of the Temple Church, Aurora Orchestra en Kerson Leong                     |
| 2020 | Stanford and Howells Remembered                                                    | Collegium Records           |                                                                                                 |
| 2021 | I Sing of a Maiden                                                                 | Collegium Records           | samen met Royal Philharmonic Orchestra                                                          |